# Val-de-Bride
Val-de-Bride és un municipi francès, situat al departament del Mosel·la i a la regió del Gran Est. L'any 2007 tenia 639 habitants.

## Demografia

### Població
El 2007 la població de fet de Val-de-Bride era de 639 persones. Hi havia 232 famílies, de les quals 56 eren unipersonals (16 homes vivint sols i 40 dones vivint soles), 80 parelles sense fills, 84 parelles amb fills i 12 famílies monoparentals amb fills.
La població ha evolucionat segons el següent gràfic:
Habitants censats

### Habitatges
El 2007 hi havia 277 habitatges, 252 eren l'habitatge principal de la família, 4 eren segones residències i 21 estaven desocupats. 259 eren cases i 18 eren apartaments. Dels 252 habitatges principals, 212 estaven ocupats pels seus propietaris, 35 estaven llogats i ocupats pels llogaters i 5 estaven cedits a títol gratuït; 2 tenien una cambra, 2 en tenien dues, 19 en tenien tres, 46 en tenien quatre i 183 en tenien cinc o més. 201 habitatges disposaven pel capbaix d'una plaça de pàrquing. A 112 habitatges hi havia un automòbil i a 115 n'hi havia dos o més.

### Piràmide de població
La piràmide de població per edats i sexe el 2009 era:
| Homes | Edats   | Dones |
| ----- | ------- | ----- |
| 0     | 95 o +  | 0     |
| 0     | 90 a 94 | 4     |
| 0     | 85 a 89 | 8     |
| 4     | 80 a 84 | 0     |
| 12    | 75 a 79 | 12    |
| 4     | 70 a 74 | 8     |
| 20    | 65 a 69 | 32    |
| 28    | 60 a 64 | 20    |
| 24    | 55 a 59 | 20    |
| 24    | 50 a 54 | 16    |
| 28    | 45 a 49 | 28    |
| 12    | 40 a 44 | 8     |
| 24    | 35 a 39 | 40    |
| 28    | 30 a 34 | 24    |
| 16    | 25 a 29 | 8     |
| 16    | 20 a 24 | 16    |
| 12    | 15 a 19 | 16    |
| 24    | 10 a 14 | 28    |
| 36    | 5 a 9   | 36    |
| 8     | 0 a 4   | 24    |

## Economia
El 2007 la població en edat de treballar era de 388 persones, 262 eren actives i 126 eren inactives. De les 262 persones actives 243 estaven ocupades (137 homes i 106 dones) i 19 estaven aturades (7 homes i 12 dones). De les 126 persones inactives 44 estaven jubilades, 32 estaven estudiant i 50 estaven classificades com a «altres inactius».

### Ingressos
El 2009 a Val-de-Bride hi havia 258 unitats fiscals que integraven 664,5 persones, la mediana anual d'ingressos fiscals per persona era de 16.962 €.

### Activitats econòmiques
Dels 8 establiments que hi havia el 2007, 4 eren d'empreses de construcció, 3 d'empreses de comerç i reparació d'automòbils i 1 d'una empresa immobiliària.
Dels 4 establiments de servei als particulars que hi havia el 2009, 1 era un guixaire pintor, 1 fusteria i 2 electricistes.
L'any 2000 a Val-de-Bride hi havia 6 explotacions agrícoles.

## Equipaments sanitaris i escolars
El 2009 hi havia 1 escola maternal i 1 escola elemental.

## Poblacions més properes
El següent diagrama mostra les poblacions més properes.